# Tage Ljungberg
Nils Tage Bertil Ljungberg, född 6 juli 1912 i Sandseryd, död 2 december 2007 i Danderyd, var en svensk byggmästare och entreprenör.
Ljungberg, som var son till byggmästaren August Ljungberg och Anna Ljungberg, flyttade 1938 från Jönköping till Stockholm och tog 1941 ingenjörsexamen på Stockholms tekniska institut. Han grundade 1946 Byggnads AB Tage Ljungberg, som senare blev bygg- och fastighetsbolaget Ljungberggruppen. Detta börsnoterades 1994 och bildade 2006 tillsammans med Atrium Fastigheter Atrium Ljungberg.
Efter pensioneringen köpte han och bosatte sig på Kappsta gård utanför Nyköping.
Han gifte sig 1939 med Karin Krantz (1914–1996). Makarna hade barnen Birgitta Holmström (född 1940) och Åke Ljungberg (född 1947), vilka drev Ljungberggruppen vidare. Jenny Ljungberg är Tage Ljungbergs sondotter. Makarna Ljungberg är begravda på Djursholms begravningsplats.